# Gabriela Navrátilová
Gabriela Navrátilová (2 juni 1976) is een voormalig professioneel tennisspeelster uit Tsjechië. Zij is geen familie van Martina Navrátilová.
Tot 2004 nam zij ook aan enkelspeltoernooien deel; daarna speelde zij alleen nog dubbelspel. In de periode 2004–2007 bereikte zij zesmaal een WTA-finale, met vier verschillende partners, maar zij wist geen titel te bemachtigen. Wel won zij 55 dubbelspeltitels op het ITF-circuit. In 2005 behaalde zij haar beste resultaat op de grandslamtoernooien: de halve finale op het Australian Open, samen met landgenote Michaela Paštiková. Haar hoogste notering op de WTA-ranglijst is de 32e plaats, die zij bereikte in juli 2005.
Sinds haar huwelijk in oktober 2008 staat zij te boek als Gabriela Chmelinová. In november en december 2008 speelde zij nog een drietal toernooien onder die naam, waarna zij haar loopbaan als beroepstennisspeelster beëindigde. In november 2014 speelde zij nog één keer op een ITF-toernooi in Zawada (Polen), samen met landgenote Karolína Muchová – zij bereikten er de finale, die zij verloren van het Oekraïense koppel Anhelina Kalinina en Anna Shkudun.

## Posities op deWTA-ranglijst
Positie per einde seizoen:
| jaar | rang enkelspel | rang dubbelspel |
| ---- | -------------- | --------------- |
| 1992 | 933            | –               |
| 1993 | 627            | 616             |
| 1994 | 480            | 554             |
| 1995 | 571            | 375             |
| 1996 | 366            | 328             |
| 1997 | 317            | 225             |
| 1998 | 318            | 196             |
| 1999 | 365            | 194             |
| 2000 | 360            | 247             |
| 2001 | 438            | 244             |
| 2002 | 304            | 164             |
| 2003 | 277            | 113             |
| 2004 | 434            | 67              |
| 2005 | 751            | 44              |
| 2006 | –              | 70              |
| 2007 | –              | 62              |
| 2008 | –              | 137             |
|      |                |                 |
| 2015 | –              | 774             |

## Palmares
| Legenda                |
| ---------------------- |
| Grandslamtoernooi      |
| Olympische Spelen      |
| Year-End Championships |
| Tier I                 |
| Tier II                |
| Tier III               |
| Tier IV & V            |

### WTA-finaleplaatsen enkelspel
geen

### WTA-finaleplaatsen vrouwendubbelspel
| nr.              | finale     | toernooi      | ondergrond | partner            | tegenstandsters                          | score         |         |
| ---------------- | ---------- | ------------- | ---------- | ------------------ | ---------------------------------------- | ------------- | ------- |
| gewonnen finales |            |               |            |                    |                                          |               |         |
| geen             |            |               |            |                    |                                          |               |         |
| verloren finales |            |               |            |                    |                                          |               |         |
| 1.               | 2004-03-07 | WTA Acapulco  | gravel     | Olga Blahotová     | Lisa McShea Milagros Sequera             | 6-2, 6-7, 4-6 | details |
| 2.               | 2004-04-18 | WTA Estoril   | gravel     | Olga Blahotová     | Emmanuelle Gagliardi Janette Husárová    | 3-6, 2-6      | details |
| 3.               | 2005-01-16 | WTA Canberra  | hardcourt  | Michaela Paštiková | Tathiana Garbin Tina Križan              | 5-7, 6-1, 4-6 | details |
| 4.               | 2005-07-17 | WTA Modena    | gravel     | Michaela Paštiková | Joelija Bejhelzymer Mervana Jugić-Salkić | 2-6, 0-6      | details |
| 5.               | 2007-02-11 | WTA Parijs    | tapijt (i) | Vladimíra Uhlířová | Cara Black Liezel Huber                  | 2-6, 0-6      | details |
| 6.               | 2007-04-29 | WTA Boedapest | gravel     | Martina Müller     | Ágnes Szávay Vladimíra Uhlířová          | 5-7, 2-6      | details |

## Resultaten grandslamtoernooien
| Legenda | Legenda                          |
| ------- | -------------------------------- |
| g.t.    | geen toernooi gehouden           |
| l.c.    | lagere categorie                 |
| –       | niet deelgenomen                 |
| G       | uitgeschakeld in de groepsfase   |
| 1R      | uitgeschakeld in de eerste ronde |
| 2R      | uitgeschakeld in de tweede ronde |
| 3R      | uitgeschakeld in de derde ronde  |
| 4R      | uitgeschakeld in de vierde ronde |
| KF      | uitgeschakeld in de kwartfinale  |
| HF      | uitgeschakeld in de halve finale |
| F       | de finale verloren               |
| W       | het toernooi gewonnen            |
| w-v     | winst/verlies-balans             |

### Vrouwendubbelspel
| toernooi        | 2003 | 2004 | 2005 | 2006 | 2007 | 2008 |
| --------------- | ---- | ---- | ---- | ---- | ---- | ---- |
| Australian Open | –    | –    | HF   | 1R   | 1R   | 2R   |
| Roland Garros   | –    | 1R   | 2R   | 1R   | 2R   | 1R   |
| Wimbledon       | –    | 1R   | 2R   | 1R   | 1R   | 1R   |
| US Open         | 1R   | 1R   | –    | 1R   | 1R   | 1R   |

### Gemengd dubbelspel
| toernooi        | 2005 |
| --------------- | ---- |
| Australian Open | –    |
| Roland Garros   | –    |
| Wimbledon       | 1R   |
| US Open         | –    |